# 德國天文學會
德國天文學會（德語：Astronomische Gesellschaft）是世界上現存的天文學會中第二個成立的，僅次於英國皇家天文學會。

## 歷史
德國天文學會於1863年成立於海德堡。
1882年德國天文學會於基爾成立中央天文電報局。該局後來搬遷到丹麥哥本哈根由哥本哈根大學天文台操作的厄斯特沃爾天文台（Østervold Observatory）。
在二十世紀之交德國天文學會最重要的工作就是編製德國天文學會星表（AGK星表，Astronomische Gesellschaft Katalog）。
德國天文學會於1939年8月在但澤召開會員大會以後，直到1947年才在哥廷根重新召開大會，當時的名稱是Astronomische Gesellschaft in der Britischen Zone。德國天文學會在戰後重建的委員會委員有阿爾布雷希特·翁澤爾德（在基爾）、奧托·海克曼、J. Larink、B. Straßl、Paul ten Bruggencate，以及代表業餘天文學界的 Max Beyer。

## 獎項
德國天文學會頒發以下獎項：
- 卡爾·史瓦西獎章
- 路得維希·比爾曼獎（Ludwig-Biermann-Förderpreis）
- 布魯諾·漢斯·柏吉爾獎（Bruno-H.-Bürgel-Preis）
- 漢斯·路得維希·紐曼獎（Hans-Ludwig-Neumann-Preis）

Hanno and Ruth Roelin Prize也在每年德國天文學會會員大會上頒發，但該獎由马克斯·普朗克天文研究所管理。

## 延伸閱讀
- Schmeidler, F.  1988, Die Geschichte der Astronomischen Gesellschaft, Jubiläumsband - 135 Jahre Astronomische Gesellschaft, Astron. Ges. Hamburg, vi + 70pp.
- Internationality from the VAG (1800) to the Astronomische Gesellschaft. （页面存档备份，存于）

## 外部連結
- 官方网站